# Фітнес-трекер
Фітнес-трекер (трекер активності, фітнес-браслет)  — пристрій або мобільний застосунок, призначений для моніторингу показників пов'язаних з фітнесом: пройдена відстань, споживання калорій, показники серцевого ритму та якості сну.[джерело?] Є одним з видів носимого комп'ютера. Термін найчастіше вживається щодо розумних годинників, які синхронізуються зі смартфоном або комп'ютером для відстеження даних, і виконують роль трекера активності. Також існують мобільні додатки для відстеження фітнес активності.

## Історія
Перший датчик серцевого ритму, що став прообразом фітнес-трекера, був виготовлений у 1981 компанією Polar Electro для професійних атлетів. Далі активно розвивалась сфера велосипедних комп'ютерів і наручних годинників, які фіксували відстань і швидкість. Надійні ж пристрої для відстеження фізичного стану, в тому числі безпровідні, стали доступні для широкого вжитку на початку 2000-х.
З часом датчики активності доповнились акселерометром і висотоміром. А також прорахунком калорій і моніторингом фаз сну.
У 2014 році були представлені трекери активності для тварин.
Привабливість трекерів активності полягає в тому, що вони гейміфікують процес збільшення фізичної активності. Люди можуть обмінюватися результатами тренувань, відстежувати показники друзів і змагатися у соціальних мережах.

## Використання
Трекери із різними комплектами датчиків широко використовуються в медицині, спорті та сфері безпеки. Через них можна сигналізувати про небезпечні ситуації, контролювати фізіологічні параметри і симптоми, збирати дані для покращення лікування. Ця технологія змінила підхід до охорони здоров'я, оскільки уможливила безперервний моніторинг за пацієнтом без його госпіталізації. Через трекер активності мед. працівникам доступна інформація про температуру тіла пацієнта, частоту серцевих скорочень, активність мозку, рухи м'язів і інші дані. Також виріс попит на трекери в сфері спорту.[джерело?] Наприклад, кілька років тому,[коли?] пітливість можна було виміряти тільки в лабораторних умовах. А зараз це можливо за допомогою просунутих трекерів активності.[джерело?]